# Lebach
Lebach är en stad i den tyska delstaten Saarland med cirka 19 000 invånare och en yta på 64 km². Staden ligger omkring 40 kilometer från gränsen till Frankrike.
De tidigare kommunerna  Aschbach, Dörsdorf, Eidenborn, Falscheid, Gresaubach, Knorscheid, Landsweiler bei Lebach, Lebach, Niedersaubach, Steinbach och Thalexweiler uppgick i den nya Lebach 1 januari 1974.